# Jabulani Adatus Nxumalo
Jabulani Adatus Nxumalo (Durban, 27 gennaio 1944) è un arcivescovo cattolico sudafricano, dal 1º aprile 2020 arcivescovo emerito di Bloemfontein.

## Biografia
Jabulani Adatus Nxumalo è nato a Durban il 27 gennaio 1944.

### Formazione e ministero sacerdotale
Ha studiato in patria, nel Lesotho e in Italia. Ha conseguito la licenza in teologia con specializzazione in missiologia presso la Pontificia Università Gregoriana e la licenza in Sacra Scrittura al Pontificio Istituto Biblico. Ha anche compiuto ricerche bibliche all'École biblique et archéologique française di Gerusalemme.
Ha fatto la prima professione nella congregazione dei Missionari oblati di Maria Immacolata il 16 febbraio 1966 e quella perpetua il 9 febbraio 1969.
Il 2 settembre 1974 è stato ordinato presbitero. In seguito è stato vicario parrocchiale dal 1974 al 1977; vice-rettore e decano degli studi del seminario maggiore "San Pietro" di Pretoria dal 1977 al 1978; decano degli Studi al "St. Joseph’s Theological Institute" di Cedara dal 1978 al 1984 e parroco di diverse località dal 1988 al 1998. Per qualche tempo ha prestato servizio anche tribunale ecclesiastico interdiocesano. Nel 1998 è stato nominato provinciale per il Natal e dopo sei mesi è stato eletto consigliere generale della sua congregazione per la regione dell'Africa-Madagascar.

### Ministero episcopale
L'8 luglio 2002 papa Giovanni Paolo II lo ha nominato vescovo ausiliare di Durban e titolare di Fico. Ha ricevuto l'ordinazione episcopale il 25 agosto successivo dal cardinale Wilfrid Fox Napier, arcivescovo metropolita di Durban, co-consacranti l'arcivescovo metropolita di Pretoria George Francis Daniel e il vescovo di Witbank Paul Mandla Khumalo.
Nel giugno del 2005 ha compiuto la visita ad limina.
Il 10 ottobre 2005 papa Benedetto XVI lo ha promosso arcivescovo metropolita di Bloemfontein.
Nell'aprile del 2014 ha compiuto una seconda visita ad limina.
Il 1º aprile 2020 papa Francesco ne ha accolto la rinuncia per raggiunti limiti d'età.
È stato rappresentante della Conferenza dei vescovi cattolici dell'Africa Meridionale presso la Commissione internazionale sull'inglese nella liturgia dal 2015 al 2021.

## Genealogia episcopale e successione apostolica
La genealogia episcopale è:
- Cardinale Scipione Rebiba
- Cardinale Giulio Antonio Santori
- Cardinale Girolamo Bernerio, O.P.
- Arcivescovo Galeazzo Sanvitale
- Cardinale Ludovico Ludovisi
- Cardinale Luigi Caetani
- Cardinale Ulderico Carpegna
- Cardinale Paluzzo Paluzzi Altieri degli Albertoni
- Papa Benedetto XIII
- Papa Benedetto XIV
- Papa Clemente XIII
- Cardinale Marcantonio Colonna
- Cardinale Giacinto Sigismondo Gerdil, B.
- Cardinale Giulio Maria della Somaglia
- Cardinale Carlo Odescalchi, S.I.
- Cardinale Costantino Patrizi Naro
- Cardinale Serafino Vannutelli
- Cardinale Domenico Serafini, Cong.Subl. O.S.B.
- Cardinale Pietro Fumasoni Biondi
- Arcivescovo Martin Lucas, S.V.D.
- Arcivescovo Denis Eugene Hurley, O.M.I.
- Cardinale Wilfrid Fox Napier, O.F.M.
- Arcivescovo Jabulani Adatus Nxumalo, O.M.I.

La successione apostolica è:
- Cardinale Stephen Brislin (2007)
- Vescovo Jan de Groef, M. Afr. (2009)
- Arcivescovo Abel Gabuza (2011)
- Vescovo Peter John Holiday (2011)